# Angera

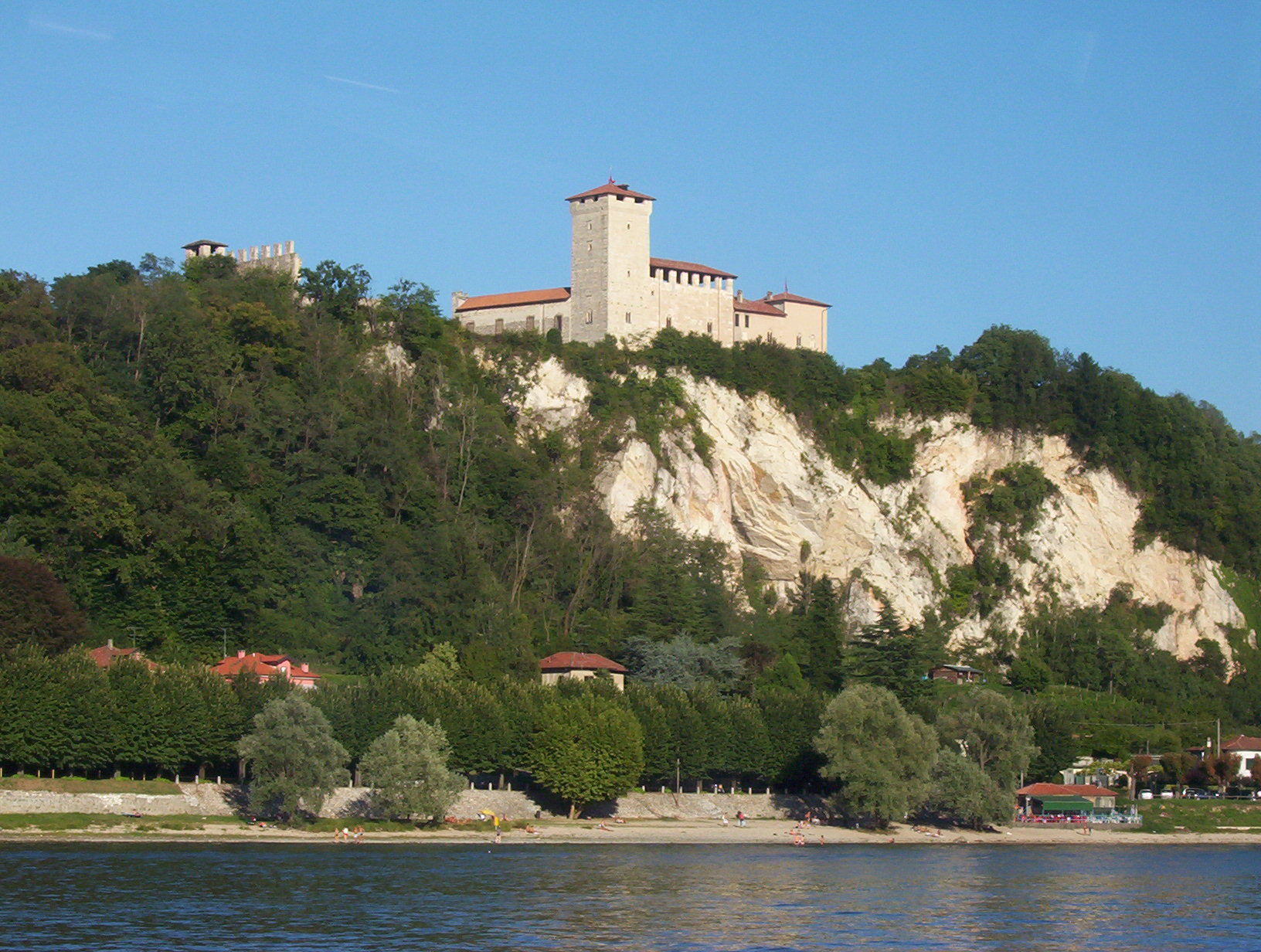
Zamek w Angera

Angera – miejscowość i gmina we Włoszech, w regionie Lombardia, w prowincji Varese.
Według danych na rok 2004 gminę zamieszkiwało 5477 osób, 322,2 os./km².